# أوتشي سوتو
اوتشي سوتو (باليابانية 内外). مفهوم ياباني يشير إلى التفريق بين درجات الدوائر الاجتماعية . حيث تعني "内" (Uchi) "الداخل" أو "الجماعة الداخلية" و"外" (Soto) تعني "الخارج" أو "الجماعة الخارجية". وهو مفهوم يتجلى في العلاقات واللغة والممارسات الثقافية في اليابان. يتم تعليم الأطفال اليابانيين منذ سن مبكرة كيفية التمييز بين هذين المفهومين، مما يؤثر على كيفية العلاقات التي يقيمونها مع الآخرين مستقبلًا. وفي بيئة العمل، يتم التعامل مع زملاء العمل على أنهم مجموعة داخلية، بينما يُعامل العملاء باحترام وتوقير باعتبارهم جزءًا من العالم الخارجي. ويؤثر المفهوم على الأدب في اللغة اليابانية حيث تستخدم تعابير عن الذات يظهر فيها التواضع، بينما تُستخدم تعابير تجاه الآخرين من المجموعة الخارجية يظهر فيها تركيز على التوقير والاحترام.

## أمثلة لغوية
اللغة التشريفية اليابانية (Keigo)
تُقسم اللغة التشريفية اليابانية، المعروفة باسم "كيغو" (Keigo)، إلى ثلاثة أنماط رئيسية:
1. اللغة المهذبة (Teineigo): وهي أبسط أشكال اللغة التشريفية وتُستخدم في المواقف العامة للتعبير عن الاحترام بشكل عام.
2. اللغة المتواضعة (Kenjōgo): تُستخدم هذه اللغة للتعبير عن تواضع المتحدث وخفض مكانته أمام المستمع. تُستخدم هذه الصيغة عند التحدث عن أفعال أو ممتلكات المتحدث أو مجموعته الداخلية.
3. اللغة المحترمة (Sonkeigo): تُستخدم هذه اللغة لرفع مكانة المستمع أو الشخص الذي يتم الحديث عنه وإظهار الاحترام والتقدير له. تُستخدم هذه الصيغة عند التحدث عن أفعال أو ممتلكات شخص ذي منزلة أعلى.

أمثلة على استخدام الكلمات التشريفية:
1. الفعل "يأكل" (Taberu):
- Taberu (たべる): الصيغة العادية، تُستخدم في المحادثات غير الرسمية مع الأصدقاء والعائلة. (أنا/نحن/أنت/هم يأكلون)
- Itadaku (いただく): الصيغة المتواضعة، تُستخدم للتعبير عن التواضع والامتنان عند تناول الطعام أو الشراب. (أتلقى/أتناول بتواضع)
- Meshiagaru (召し上がる): الصيغة المحترمة، تُستخدم عند التحدث عن أكل شخص ذي منزلة أعلى كنوع من الاحترام. (يتناول باحترام)

2. الاسم "مشروب" (Nomimono):
- Nomimono (飲み物): مشروب الشخص نفسه.
- O-nomimono (お飲み物): مشروب شخص آخر (إضافة البادئة "o-" تُضفي طابعًا تشريفيًا).

3. أسماء العائلة:
تأخذ أسماء العائلة بادئات تشريفية عند الإشارة إلى عائلة شخص آخر (المجموعة الخارجية) ولا تأخذها عند الإشارة إلى عائلة المتحدث نفسه (المجموعة الداخلية). في بعض الحالات، تتغير الكلمات تمامًا:
- أبي/أمي (المجموعة الداخلية): Chichi (父) / Haha (母)
- أبوك/أمك (المجموعة الخارجية، أو عند مخاطبة الوالدين باحترام): O-tō-san (お父さん) / O-kā-san (お母さん)

المجموعات الداخلية والخارجية:
- المجموعة الداخلية (In-group): تشمل الأشخاص المقربين للمتحدث، مثل أفراد العائلة والأصدقاء المقربين والزملاء المقربين.
- المجموعة الخارجية (Out-group): تشمل أي شخص خارج المجموعة الداخلية، مثل الغرباء والأشخاص ذوي المنزلة الاجتماعية الأعلى.

أهمية اللغة التشريفية:
يعكس استخدام اللغة التشريفية في اليابانية أهمية الاحترام والتسلسل الهرمي الاجتماعي في الثقافة اليابانية. يُعتبر اختيار الصيغة اللغوية الصحيحة أمرًا بالغ الأهمية ويعتمد على العلاقة بين المتحدث والشخص الذي يتحدث إليه أو عنه. استخدام الكلمات التشريفية المناسبة يعكس الأدب والاحترام، بينما قد يُعتبر استخدامها بشكل خاطئ قلة احترام .

## أنظر أيضا
- هوني وتاتيماي
- الهوية الاجتماعية